# أقاليم البرازيل
تُقسم البرازيل إلى خمسة أقاليم (وتُسمى أيضاً المناطق الكبرى) وفي كل إقليم يضم عدداً من الولايات المتوزعة على كامل البلد ، وفقاً للمعهد البرازيلي للجغرافيا والاحصاء.

## أقاليم
| الإسم                    | السكان (إحصاء 2009) | أكبر مدينة       | عدد الولايات                  |
| ------------------------ | ------------------- | ---------------- | ----------------------------- |
| المنطقة الشمالية         | 15.8 مليون          | بليم             | 7                             |
| المنطقة الشمالية الشرقية | 53.5 مليون          | سالفادور (باهيا) | 9                             |
| المنطقة المركزية الغربية | 13.6 مليون          | برازيليا         | 3 + القطاع الفدرالي البرازيلي |
| المنطقة الجنوبية الشرقية | 80.7 مليون          | ساو باولو        | 4                             |
| المنطقة الجنوبية         | 27.3 مليون          | كوريتيبا         | 3                             |